# Joyce van Beek
A.J.M. (Joyce) van Beek (Amsterdam, 1 april 1969) is een Nederlands politica en bestuurster. Ze is lid van het CDA.

## Loopbaan
Van Beek heeft Nederlandse taal- en letterkunde gestudeerd aan de Universiteit Utrecht maar dit niet afgerond. Verder was zij van 2001 tot 2006 als ondernemer werkzaam in het humanresourcesmanagement. Ze was van 2002 tot 2006 gemeenteraadslid en van 2006 tot 2014 wethouder van Leusden.
Van 16 april 2015 tot 1 april 2020 was Van Beek burgemeester van Beemster. Ze werd bij de provincie Noord-Holland programmamanager Landelijk Gebied. Op 1 april 2023 werd ze bij die provincie plaatsvervanger en op 1 december van dat jaar programmamanager Aanpak Oostelijke Vechtplassen.

## Privéleven
Van Beek is geboren in Amsterdam als jongste van vier kinderen. In haar vierde levensjaar verhuisde het gezin naar Heemskerk. Daar heeft zij tot haar 23ste gewoond, is er getrouwd en is haar zoon geboren. Via Eemnes en Soest is ze met haar gezin in Leusden terechtgekomen. Daar is haar dochter geboren. Van Beek en haar man zijn uit elkaar gegaan.